# 술 권하는 사회
〈술 권하는 사회〉는 현진건이 1921년 발표한 단편소설이다. 현진건 작가의 초기작으로, 1921년 잡지 개벽에 발표되었다. 일제강점기 우리 사회 지식인들의 고뇌를 담은 단편작이다. 일제강점기에 사람들의 고뇌를 담았다.

이상 편집을 마침